# Associazione Sportiva Forlì 1936-1937
Questa voce raccoglie le informazioni riguardanti l'Associazione Sportiva Forlì nelle competizioni ufficiali della stagione 1936-1937.

## Rosa
| N. |                   | Ruolo | Calciatore           |
| -- | ----------------- | ----- | -------------------- |
|    | Italia (bandiera) | D     | Palamide Bandini     |
|    | Italia (bandiera) |       | Muzio Bocchini       |
|    | Italia (bandiera) | A     | Antonio Budini       |
|    | Italia (bandiera) | P     | Luigi Canestri       |
|    | Italia (bandiera) | A     | Nino Cogolli         |
|    | Italia (bandiera) | C     | Angelo Bruno Cortini |
|    | Italia (bandiera) | C     | Eolo Gardelli        |
|    | Italia (bandiera) | A     | Dante Mangelli       |
|    | Italia (bandiera) | A     | Gino Marchina        |

| N. |                   | Ruolo | Calciatore          |
| -- | ----------------- | ----- | ------------------- |
|    | Italia (bandiera) | C     | Guido Monti         |
|    | Italia (bandiera) |       | Gaetano Neri        |
|    | Italia (bandiera) | A     | Elvezio Ortali      |
|    | Italia (bandiera) | A     | Guglielmo Ortolani  |
|    | Italia (bandiera) | C     | Paolo Paganini      |
|    | Italia (bandiera) | A     | Furio Romualdi      |
|    | Italia (bandiera) | D     | Ebro Salimbani      |
|    | Italia (bandiera) | C     | Alberto Savini      |
|    | Italia (bandiera) | C     | Francesco Zazzaroni |